# Zalukokoaže
Zalukokoaže (in russo Залукокоаже?; in lingua cabarda Дзэлыкъуэ къуажэ) è un villaggio della Russia, situato in Cabardino-Balcaria. Appartiene al rajon Zol'skij del quale è il centro amministrativo.
Il villaggio è attraversato dal fiume Zolka e dalla strada R217. Si trova 62 chilometri a nord-ovest della città di Nal'čik e 14 km a sud-est di Pjatigorsk.